# Kitaibel Pál

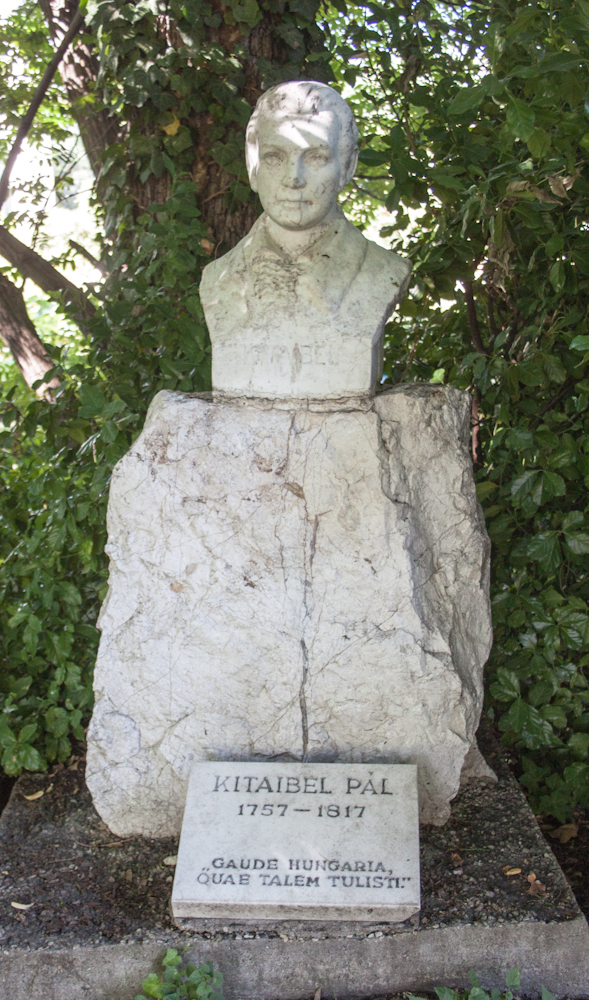
Kitaibel Pál mellszobra a Füvészkertben, Kopits János alkotása

Kitaibel Pál (Nagymarton, 1757. február 3. – Pest, 1817. december 13.) magyar botanikus és kémikus. Összegyűjtötte és leírta Magyarország növényeit, kőzeteit és ásványvizeit. Kora természettudományainak szinte minden ágában dolgozott. Botanikai szakmunkákban nevének rövidítése: „Kit.”.

## Életpályája
A Sopron vármegyei Nagymartonban született jómódú parasztszülők gyermekeként. Itt volt kisiskolás; a középiskolát Sopronban és Budán a Királyi Katholikus Egyetemi Főgimnáziumban (ma: Budapesti Egyetemi Katolikus Gimnázium), majd Győrben végezte, és csak a szünidőkben tért haza. Ezután orvosegyetemre ment, és tanulmányai helyszínéül nem a közelebbi Bécset, hanem Pest-Budát választotta. Ettől fogva ritkán jutott vissza szülőföldjére. 1785-ben avatták orvosdoktorrá.
Negyedéves orvostanhallgató volt, amikor kinevezték az egyetem vegytani-növénytani tanszékén Winterl Jakab professzor tanársegédjévé, majd adjunktusává. A tanszék egyik feladata a botanikus kert (a „Füvészkert”) gondozása volt. Előadásokat Kitaibel nem is vállalt, a tudományos munkának élt. Rendes egyetemi tanári kinevezését csak 1802-ben kapta meg I. Ferenc császártól.
Rendkívüli szorgalommal dolgozott mostoha körülmények közt. Laboratóriumát otthonának konyhájában alakította ki és állandóan dokumentumainak megfelelő elhelyezéséért kellett küszködnie.
1807-ben nevezték ki a Füvészkert igazgatójává.

## Munkássága a vegyészet terén
Kezdetben főleg kémiával, ásvány- és ásványvízvizsgálatokkal foglalkozott. „Ő állított elő a világon először klóros meszet, dolgozott ki többféle analitikai eljárást, vett részt a hazai répacukor-gyártási kísérletekben, szappanok előállításában és a tellúr nevű fém felfedezésében” – írta róla halálának 150. évfordulóján az Élet és Tudomány. Vegyészeti munkájáról keveset tudunk és még kevesebbet tudott a korabeli tudósvilág: a nehéz körülmények között publikálásra nem maradt ideje. A hazai ásványvizekről szóló posztumusz műve, a Hydrographia Hungariae (1829) ma is forrásmunka.
Leírta Pécs nevezetességeit, és a Lámpás-völgy mellett található "Szénhegy" kőszénkibúvásait.

### A tellúr-vita
„A tellúrnak, az egyetlen erdélyi magyar elemnek a felfedezése, ma is vitatható története a magyarországi ásványtannak. A tellúrt Müller F. József bányamérnök-mineralógus, mint az erdélyi bányászat vezetője fedezte fel 1783-ban, majd tőle függetlenül Kitaibel Pál 1789-ben. Ezek után Müller felfedezésének ismeretében Martin Heinrich Klaproth német vegyész írta le az elemet és nevezte el tellúrnak 1798-ban. A kibontakozott prioritási vitában végül is Kitaibel Pál hivatalos nyilatkozatban elismerte, hogy az elemet Müller F. J. fedezte fel. Így két magyar, ill. magyarországi tudós felfedezését egy harmadik, külföldi tudós határozottabb fellépésével tette magáévá. Nem egyedülálló esete a magyar tudománytörténetnek” – olvasható a Budapesti Műszaki Egyetem honlapján.

## Botanikai munkája

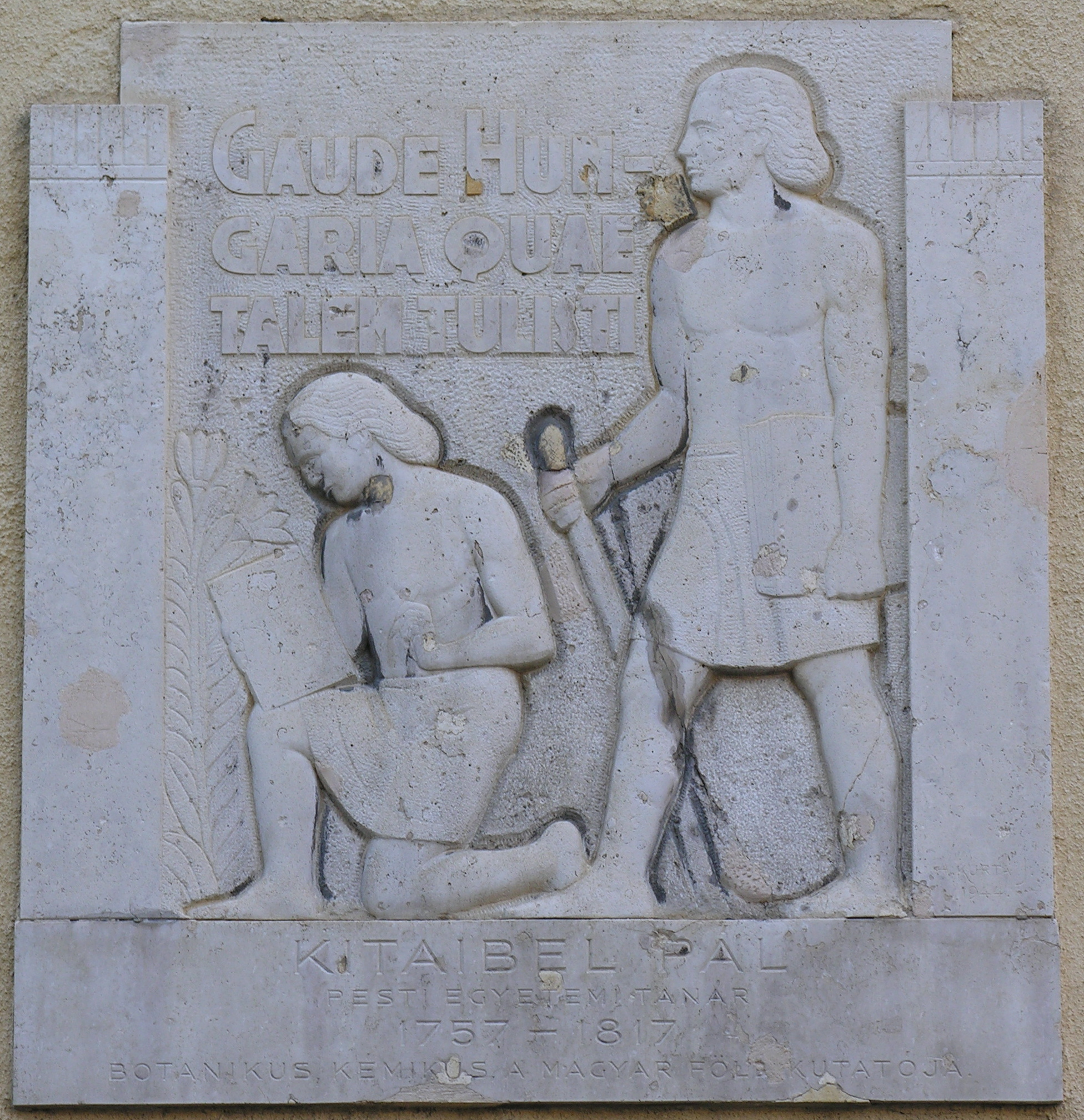
Kitaibel Pál emléktáblája Budapest II. kerületében, a róla elnevezett utcában

Később a botanikus kert bővítése és az ezzel összefüggő terepfeladatok kötötték le figyelmét és idejét. Terepre csak tavasztól őszig volt érdemes menni. Útjai kezdetben csak néhány naposak, aztán egyre hosszabbak voltak. Csak a XVIII. század végén kerül sor első ízben olyan rendszeresen megtervezett és végre is hajtott kutatómunkára, amelynek során az egész ország területét bejárják, és földtani, állattani, valamint növénytani szempontból átvizsgálják. Különös büszkeségünk, hogy ezt nem külföldi, hanem magyar kutató, Kitaibel Pál végzi – írta Tasnádi Kubacska András (Élet és Tudomány Kalendárium, 1957)
1799-ben Kitaibel és Waldstein Ferenc Ádám gróf előfizetési felhívást tettek közzé hazai és külföldi folyóiratokban egy képes magyar növényleírás megjelentésére. Magyarországot botanikai tekintetben szinte csak az osztrák határon kutatták fel pontosabban, amikor Európában már majdnem minden moha még a tenger fenekéről is napfényre került, ebben az országban több száz növény elrejtve maradhatott, ez a föld termékekben, ritka növényekben és ásványkincsekben igen nagy gazdagságot mutat fel – írták a felhívásban.
Kitaibel több mint ezerkétszáz napot töltött terepen, eközben mintegy 20 ezer kilométert járt be a Kárpát-medencében. Közel 150 növényfaj első tudományos leírója.
Összefoglaló műve Descriptiones et Icones Plantarum Rariorum Hungariae (Magyarország ritka növényeinek leírása és képei) címmel 1799 és 1812 között Bécsben jelent meg latin nyelven, három díszes kötetben, 280 színes rézmetszettel – sajnos, a hazai fizetőképes körök érdektelensége és a viharos külpolitikai helyzet (napóleoni háborúk) miatt befejezetlen maradt. Halála után a herbárium 15000 lapnyi hagyatékát József nádor vásárolta meg, hogy a Nemzeti Múzeumnak ajándékozza. A gyűjteményt Jávorka Sándor dolgozta fel 1926 és 1936 között, és ez lett a később önállóvá váló Magyar Természettudományi Múzeum növénytárának alapja. Kitaibelt az egyetem megbízta a teljes Flora Hungarica megírásával, de korai halála ebben megakadályozta. Az anyag, amelyet a Nemzeti Múzeum őriz, részben még mindig kiadásra vár.

## Egyéb természettudományos munkássága

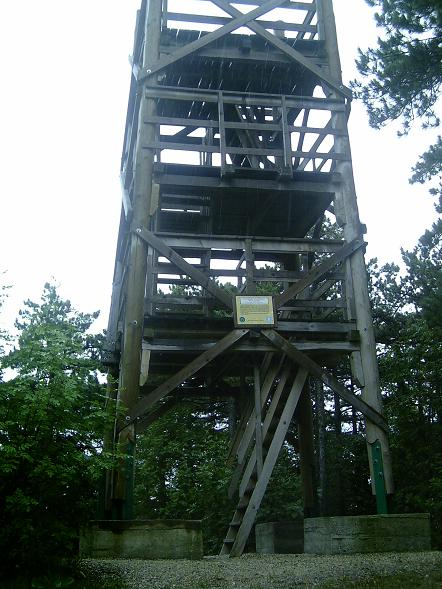
A Kitaibel-kilátó Vonyarcvashegyen

Ő jelentette meg az első hazai földrengéstani monográfiát.

## Emlékezete
Nagymartonban (Mattersburg, Burgenland, Ausztria) emlékét utcanév is őrzi (Kitaibelgasse). 1992-ben postabélyeget is adtak ki négy „osztrák” természettudósról, köztük Kitaibelről. Szülőháza a városfejlesztés áldozata lett, 1957-ben avatott emléktáblája a múzeum raktárába került.
Útinaplóit Gombocz Endre rendezte sajtó alá. Gombocz Endrével és Kárpáti Zoltánnal közös emlékkiállítása a soproni Károly-kilátóban tekinthető meg.
Magyarországon három településen (Budapest, Sopron, Mátraszentimre) van Kitaibel Pál utca. Harkányban iskola őrzi a nevét, melynek parkjában áll a tudós mellszobra (Cs. Kovács László, 1970). A PTE Ifjúság úti tömbjének parkjában ugyancsak szobrot állítottak a tudósnak (Trischler Ferenc mellszobra, 1999). Emlékét országos iskolai biológiai tanulmányverseny is őrzi.
1987-ben Kitaibel emlékének adózva, az ELTE Ásványtani Tanszékén egy újonnan kidolgozott, a vulkáni tevékenységet utánzó eljárással szilikát kőzetet megolvasztva öntötték ki Kitaibel mellszobrának másolatát, és azt a Füvészkertben helyezték el.
Továbbá az ELTE Lágymányosi Campusának déli tömbjében előadóterem (0-823) viseli a nevét.
Molnár V. Attila „Kitaibel Pál élete és öröksége” című monográfiáját 2007-ben adta ki a biatorbágyi Kitaibel Kiadó.
A Balaton északi partján, Vonyarcvashegy község mellett, a 225 méter magas Vas-hegyen található a Kitaibel Pál kilátó. A három szintes fa építményt 2002-ben építette a Balaton-felvidéki Nemzeti Park a helyi Önkormányzat segítségével és a Környezetvédelmi Minisztérium pályázati támogatásával.
Bakonyszentlászló belterületétől délnyugatra, kb. 2 km-re, a sárga rom turistajelzés mentén a vasúti pálya közelében található Kitaibel Pál (1757-1817) emlékoszlopa. Az eredeti emlékoszlopot az egykori Vörös Meteor Természetjáró Egyesület állította. A ma látható kb. 3,5 m magasságú faragott kopjafát Sándor Dénes erdélyi fafaragó készítette 1998-ban a Bakonyerdő megrendelésére, miután az eredeti állapota rendkívüli módon leromlott.
Évente megrendezik a róla elnevezett tanulmányi versenyt középiskolások számára.
2021 óta nevét viseli a 469773 Kitaibel kisbolygó.

### Tiszteletére elnevezett élőlények
- Ablepharus kitaibelii – Pannon gyík
- Kitaibela vitifolia – Kitaibel-mályva
- Knautia kitaibelii – Kitaibel-varfű
- Aquilegia kitaibelii – Kitaibel-harangláb
- Primula kitaibeliana – Kitaibel-kankalin

## Főbb művei
- Franciscus Waldstein–Paulus Kitaibel: Descriptiones et icones plantarum rariorum Hungariae, 1-3.; Typ. Schmidt, Viennae [Bécs], 1802–1812
- Thermarum Stubnensium examen; Typ. Stephanus, Neosolii, 1808
- Paulo Kitaibel–Adamo Tomtsányi: Dissertatio de terrae motu in genere, ac in specie Mórensi anno 1810. die 14. Januarii orto; typis Regiae Universitatis Hungaricae, Buda, 1814 (hasonmásban: 1960)
- Hydrographia Hungariae praemissa auctoris vita, ed. Joannes Schuster m. d. prof. chemiae ad R. Scient. Univ. Hung., 1-2.; Trattner Ny., Pest, 1829
- Reliquiae Kitaibelianae; sajtó alá rend. Kanitz Ágoston; Braumüller, Vindobona [Bécs], 1862–863
- Diaria itinerum Pauli Kitaibelii, 1-3.; sajtó alá rend. Gombocz, Endre; Magyar Nemzeti Múzeum, Bp., 1945–-2001
  - 1-2.; 1945
  - 3. szerk. Lőkös László; 2001
- Kitaibel Pál Útinaplójából. Soproni út, 1806; szerk. Andrássy Péter, ford. Andrássy Péter, Szabó T. Attila, Szabó Renáta; Soproni Erdőkért Környezetkultúra Alapítvány, Sopron, 2006